# Lipsia-Katalog
Der Lipsia-Katalog ist ein ehemaliger ostdeutscher Briefmarkenkatalog. Er erschien von 1951 bis 1990. Spätere Lipsia-Kataloge wurden bei „Transpress“ veröffentlicht.

## Format
Die Blätter des Lipsia-Katalogs sind herausnehmbar. Deshalb kann der Katalog aktualisiert werden. Es handelt sich um einen Permanentkatalog.

## Namen und Abkürzung
Die Bezeichnung „Lipsia“ ist der lateinische und italienische Name für die Stadt Leipzig, wo der Katalog erstellt wurde und erschien. Die Nummern der Briefmarken im Katalog werden mit Li.-Nr. bezeichnet.

## Logo
Das Logo des Lipsia-Katalogs ist meist eine Weltkugel, in manchen Fällen mit einer Zeichnung des Michel-Katalogs und des Senf-Katalogs davor. Es variiert auch ob die Weltkugel nur aus Längen- und Breitengraden besteht oder ob die Kontinente auch eingezeichnet sind. In manchen Fällen besteht das Logo auch nur aus einem briefmarken-artigen Umriss, welcher das Wort „Lipsia“ enthält.